# Нукетаева, Динар Жусупалиевна
Динар Жусупалиевна Нукетаева (каз. Динар Жүсіпәліқызы Нөкетаева; род. 4 ноября 1964, село Архарлы, Алакольский район, Талдыкорганская область, КазССР, СССР) — казахский политический деятель. Депутат сената парламента Казахстана от города Алматы (с 2017 года).

## Биография
Окончила Казахский государственный университет им. С. М. Кирова (1985) по специальности учитель химии, Институт имени У. А. Джолдасбекова по специальности юрист.
1986—1988 годы — воспитатель детсада совхоза им. Тюмебаева Алма-Атинской области.
1988—1991 годы — учитель химии, воспитатель группы продленного дня Ащибулакской, Узынагачской средних школ.
1992—1994 годы — инспектор, референт Жамбылского районного СНД, Жамбылской районной администрации.
1994—2004 годы — ведущий специалист, секретарь Жамбылского районного маслихата.
2004—2007 годы — депутат мажилиса парламента Республики Казахстан III созыва от избирательного округа № 17 Алматинской области, член комитета по социально-культурному развитию, член депутатской группы «Ауыл».
2007—2011 годы — депутат мажилиса парламента Республики Казахстан IV созыва по партийному списку Народно-демократической партии «Нур Отан», председатель комитета по социально-культурному развитию (декабрь 2008 — август 2011).
С августа 2011 года по июнь 2017 года — и. о. ректора, ректор Казахского государственного женского педагогического университета.
В июне 2017 года была избрана депутатом сената парламента Казахстана от города Алматы.

## Награды
- Орден Парасат (2016)[3]
- Орден «Курмет» (2007)
- Медаль «10 лет независимости Республики Казахстан» (2001)
- Медаль «10 лет Конституции Республики Казахстан» (2005)
- Медаль «10 лет Парламенту Республики Казахстан» (2006)
- Почётный работник образования Республики Казахстан (2009)
- Медаль «20 лет независимости Республики Казахстан» (2011)
- Медаль НДП «Нур Отан» «Белсенді қызметі үшін» (2011)
- Нагрудный знак «20 лет финансовой полиции Казахстана» (2014)
- Медаль «20 лет Ассамблеи народа Казахстана» (2015)
- Нагрудный знак «20 лет полиции Казахстана»
- Медаль «За укрепление парламентского сотрудничества» (27 ноября 2020 года, Межпарламентская ассамблея СНГ) — за особый вклад в развитие парламентаризма, укрепление демократии, обеспечение прав и свобод граждан в государствах — участниках Содружества Независимых Государств[4]
- Юбилейная медаль «МПА СНГ. 20 лет» (11 апреля 2013 года, Межпарламентская ассамблея СНГ) — за вклад в развитие и совершенствование правовых основ функционирования Содружества Независимых Государств, модельного и национального законодательства государств — участников МПА СНГ, а также в укрепление международных связей и межпарламентского сотрудничества[5]
- Почётная грамота Совета МПА СНГ (18 апреля 2019 года, Межпарламентская ассамблея СНГ) — за активное участие в деятельности Межпарламентской Ассамблеи и её органов, вклад в укрепление дружбы между народами государств — участников Содружества Независимых Государств[6]